# 修憲派
修憲派，又稱城邦派、熱血城邦陣營，簡稱熱城，舊稱熱普城，是香港的政治派系之一，廣義上支持「永續基本法，保一國兩制」，並支持推動香港憲政民主發展及實現保障港人自由和人權之普選制度的政治人物與組織。
2019年反送中運動後，修憲派從本土派分裂出來發展，並與民主派有明顯分别。在2020年香港立法會選舉，修憲派拒絕參加2020年香港民主派初選。立法會宣佈延任一年後，民主派於11月中總辭，而修憲派的鄭松泰選擇繼續留在立法會。

## 基本理念
- 主張香港在《基本法》和一國兩制的大前提下，享有自治權利。
- 政府政策必需以香港利益和需要為依歸，但保有中華傳統文化。
- 反對小圈子功能組別選舉，要求盡快舉行行政長官及立法會普選（雙普選）。
- 全民制憲、永續《基本法》[6]
- 建立香港的自治城邦[7]

## 歷史
修憲派一直擔起爭取香港城邦自治的旗幟，其歷史開始追溯自2011年2月9日，香港學者陳雲率先於Facebook發文，後寫成文章，題為「香港城邦 中國門戶」，2011年3月22日於《am730》專欄刊出，以歐洲城邦觀念，重認香港的城邦身份，屬保守主義路線。
2011年5月下旬，陳雲撰文指出六四事件啟動了香港人對中國的驚恐（China Fear），而民主派則提出「民主抗共論」為香港人定驚，但是其認為「五區公投」令民主進程受到挫折，民主黨因為「大中華情意結」，除了口頭上支持「建設民主中國」和「平反六四」，行動上卻未能夠以香港本土利益為先（參見條目左膠），等同投向中國共產黨。陳雲說：「中共不會害怕一群向它哀求民主的港人，它現在變得更高傲了，連敷衍也懶得做。」他認為沒有香港自治的目標，香港人不會看到希望，香港的民主運動不會有持久力，並且表示香港要準備好自治的決心，鞏固香港的政治底盤。
刊登之後，陳雲的Facebook朋友成立群組，探討香港城邦自治之事，天窗出版社約陳雲寫書。Facebook討論6個月之後，於2011年6月中旬草擬《香港城邦自治總綱》，於在7月1日的遊行影印若干份派發。於同年8月整理Facebook之貼文及留言，分為八章，9月動筆撰寫，並聘請學生黎志恆協助根據Facebook之貼文及留言，整理第一、三、七、八章的文稿，事後陳雲再增刪修訂，文責由陳雲自負。

### 梁振英時期

#### 晉身議會
2016年立法會選舉，熱血公民、普羅政治學苑及香港復興會派代表參與2016年香港立法會選舉全港五區地區直選，主張「永續基本法」，並以「五區公投，全民制憲」為競選綱領。最後只有鄭松泰能取得新界西議席，熱血公民首領黃洋達同日宣佈辭去領導職位並交棒給鄭松泰。其後退出熱血公民，主力營運《熱血時報》。

#### 與普羅政治學苑及本土派決裂
2017年6月10日，網民仇思達公佈一條立法會議員鄭松泰夾雜大量髒話的錄音，內容指大眾「白癡」，以為熱血公民是本土派。鄭松泰其後證實工作匯報和內部溝通被人流出，深表遺憾。鄭松泰在片段中以粗言辱罵青年新政梁頌恆和游蕙禎，但又稱他礙於當時因宣誓風波不得不在公眾場合向兩人故作友好，在立場上向他人顯示自己在協助兩人。鄭松泰有如此舉動，是因為鄭松泰認為有些民眾屬於智障，誤以為鄭松泰與梁游二人是一樣的本土派。同年，於去年曾與熱血公民和香港復興會組成選舉聯盟熱普城的普羅政治學苑前立法會議員黃毓民與修憲派決裂。自此，外界一般將熱血公民、香港復興會及其追隨者稱為「修憲派」。而根據熱血公民創黨宗旨第一章，則提到熱血公民作為沉穩持重的修憲派，致力推動香港憲政民主發展，實現保障港人自由和人權之普選制度。但由於2016年立法會選舉後，游蕙禎、梁頌恆、羅冠聰及劉小麗等先後被撤銷議員資格，只剩下鄭松泰仍留在立法會議會座位上，以至外界仍視熱血公民依然屬於本土派，直至2020年立法會選舉熱血公民表明不會參與泛民主派與本土派進行的聯合初選為止。

### 林鄭月娥時期

#### 《逃犯條例》修訂爭議
2019年3月起，因《逃犯條例》修訂爭議，民主派議員與林鄭月娥政府及建制派爆發激烈衝突，至今未有結束。城邦派學者陳雲表示，反送中示威者被泛民主派錯誤引導，一直在做反革命的事，不斷採取陣地戰、堡壘戰及圍城打援等戰術，反而打沉香港半年來的護法運動及本土鬥爭，並痛批泛民是「反革命的暗共」。而在立法會中的修憲派政黨熱血公民，惟一代表鄭松泰表現備受關注。
立法會內務委員會自2019年10月復會半年後仍然未能選出正副主席。2020年5月18日陳健波被立法會主席梁君彥欽點作為內務委員會的主持，泛民主派議員在會上於主席台前與保安發生衝撞，而熱血公民鄭松泰則未有離席，此舉遭泛民主派支持者批評。鄭松泰事後表示由於2016年立法會選舉，選民只讓熱普城中最溫和的自己一個進入議會，今屆任期只會專心做好份內事，黨友鄭錦滿亦發文表示熱血公民已有清晰分工。
立法會在2020年6月4日進行《國歌條例草案》三讀會議，辯論草案期間及表決投票期間多位民主派議員反對草案，及阻礙議會進行表達不滿，立法會最終以41票贊成、1票反對三讀通過《國歌條例草案》。除熱血公民鄭松泰外，全體民主派未有投票。

#### 2019年香港區議會選舉
2019年香港區議會選舉為反修例風波爆發後首場大型選舉，熱血公民派出五名成員在該次選舉報名成為候選人，分別為鄧文傑（屯門區議會良景選區）、梁逸朗（屯門區議會田景選區）、嚴浩源（葵青區議會長亨選區）、王頴思（元朗區議會逸澤選區）及黃兆健（大埔區議會運頭塘選區），而獲熱血公民及陳云根支持的蔡佳鏗則出選沙田區議會烏溪沙選區。最終，王頴思與黃兆健分別奪得4,454票及5,541票擊敗當區區議員而成為新任區議員。

#### 2020年香港立法會選舉
2020年4月24日，熱血公民成員兼大埔區議會區議員黃兆健在其個人面書專頁宣佈積極考慮參選2020年立法會新界東選區選舉。2020年4月29日，熱血公民主席兼立法會議員鄭松泰在網台「熱血時報」節目《熱血政治》及《棟篤．笑死朕
Sit Down Comedy》中宣佈積極考慮於新界西選區尋求議席連任，成員鄭錦滿及莊芷茵亦表示考慮組成選舉名單在香港島選區出選。鄭松泰質疑民主派初選只是讓民主派大黨「分餅仔」，不符民主基本意思，熱血公民與民主派的政治綱領不同，故此熱血公民表明不會參與民主派初選。鄭松泰、鄭錦滿、莊芷茵及黃兆健在2020年7月18日在中環碼頭海傍召開記者會，四人宣佈正式報名參選，莊芷茵及鄭錦滿兩人組成一張選舉名單，莊芷茵排首位，鄭錦滿排第二位。而陳云根支持有城邦皇室「國舅」之稱的楊偉業則參選九龍西議席。2020年7月31日，行政長官林鄭月娥宣佈因2019冠狀病毒病疫情（COVID-19）肆虐影響公眾安全，引用《香港法例》第241章《緊急情況規例條例》，押後至2021年9月5日才舉行立法會選舉。

#### 喪失議員資格
2021年8月26日，熱血公民主席兼立法會議員鄭松泰無法通過選委會資格審查，即時喪失立法會議席。身兼資格審查委員會主席的政務司司長李家超表示，在過程中有要求鄭松泰提供額外資料和解釋，在考慮所有因素後，資審會決定尋求國安委意見，最終國安委亦定出審查意見書，指鄭松泰不符合擁護基本法及效忠香港特區的條件。李家超也表示，嘗試假扮擁護或效忠的人，是不會讓他們以花言巧語為自己漂白，因騙徒「最叻」是扮不同角色。

## 相關組織
- 熱血時報（媒體）
- 香港復興會
- 香港市民黨

### 過往
- 熱血公民

## 相關書籍
陳雲
- 《身土不二──中港超限戰》
- 《城邦主權論》
- 《香港城邦論》

鄭松泰
- 《由本土民權到建邦立國》
- 《基本法改良芻議》（與靳民知等合編）

## 選舉

### 立法會選舉
| 界別     | 選區   | 姓名   | 政黨 | 政黨     |
| -------- | ------ | ------ | ---- | -------- |
| 地方選區 | 新界西 | 鄭松泰 |      | 熱血公民 |

| 選舉   | 地區直選得票 | 地區直選得票比例 | 地區直選議席 | 功能界別議席 | 超級區議會議席 | 選前議席變化 | 選舉取得議席 | 選後總議席變化 | +/- |
| ------ | ------------ | ---------------- | ------------ | ------------ | -------------- | ------------ | ------------ | -------------- | --- |
| 2016年 | 154,176      | 7.11%            | 1            | 0            | 0              | 0 / 70       | 1 / 70       | 1 / 70         | ▲1  |
| 2021年 | 0            | 0                | 0            | 0            | 0              | 0 / 70       | 0 / 70       | 0 / 70         |     |

### 區議會選舉
| 區議會 | 選區（選區號碼） | 姓名   | 政黨 | 政黨     |
| ------ | ---------------- | ------ | ---- | -------- |
| 元朗   | 逸澤（M31）      | 王頴思 |      | 熱血公民 |
| 大埔   | 運頭塘（P11）    | 黃兆健 |      | 熱血公民 |

| 選舉   | 得票   | 得票比例 | 直選議席 | +/- |
| ------ | ------ | -------- | -------- | --- |
| 2015年 | 3,178  | 0.21%    | 0 / 431  | 0   |
| 2019年 | 14,326 | 0.49%    | 2 / 452  | ▲2  |

## 外部連結
- 熱血公民（页面存档备份，存于）
- 大漢天下（城邦派）（页面存档备份，存于）